# Кларк, Чейз Эддисон
Чейз Э́ддисон Кларк (англ. Chase Addison Clark; 20 августа 1868, Эймо, округ Хендрикс, Индиана — 30 декабря 1966, Бойсе, Айдахо) — 18-й губернатор штата Айдахо, брат 16-го губернатора Айдахо Барзиллы Кларка.

## Биография
Чейз Эддисон Кларк родился в городке Эймо штата Индиана 20 августа 1883 года. Он обучался на юридическом факультете университета штата Мичиган. Кларк его не окончил, однако в 1904 году в Айдахо сдал экзамен на адвоката. Кларк поселился в городе Маккей штата Айдахо, где занимался юридической практикой, а также горным делом и скотоводством.
Политическая карьера Кларка началась в 1912 году с членства в палате представителей Айдахо, которое он занимал в течение двух сроков. С 1915 по 1916 годы Кларк служил в составе национальной гвардии. В 1930 году он поселился в городе Айдахо-Фолс. В 1933 году Кларк занял должность в сенате штата Айдахо, в которой находился в течение двух сроков. В 1937 году он избрался мэром Айдахо-Фолс, сменив в этой должности своего брата, Барзиллу Кларка.
В 1940 году Кларк выиграл губернаторские выборы в Айдахо от демократической партии. За время его правления по итогам народного голосования был создан совет штата по исправительным мерам (англ. State Board of Correction), принят акт о незаконных торговых операциях и стоимость одного акра земли, принадлежащей штату, была поднята с 5 до 10 долларов. Помимо этого, из департамента здравоохранения было выделено два ведомства, отвечающие за благотворительность и социальное обеспечение. Кларку не удалось победить на выборах 1942 года. Впоследствии с 1954 по 1964 годы он занимал должность судьи в федеральном окружном суде.
Чейз Кларк был женат на Джин Бёрнетт. Он скончался 30 декабря 1966 года в столице Айдахо Бойсе.